# Georges Wibier
Georges Wibier (Gent, 1880 – aldaar, 5 oktober 1948) was een Gentse bloemist. Hij was voornamelijk gespecialiseerd in azalea's, palmen en araucaria. Hij was een van de vele bloemisten die zich in Sint-Amandsberg vestigde op de Antwerpsesteenweg. Horticulture G. Wibier, zijn bloemisterij, werd erkend op verschillende wereldtentoonstellingen. Na zijn dood werd zijn bloemisterij echter niet overgenomen en werden de gronden verkaveld. Dit leidde tot het hedendaagse stedelijk landschap die te zien is rond Villa Marcelle. Dit gebouw is tevens het enige restant van Horticulture Wibier. De villa is gevestigd op de Antwerpsesteenweg 561.

## Levensloop
Georges Wibier werd geboren in 1880, als vierde zoon van Edmond Wibier (Mons, 1839 – Sint-Gillis-Brussel, 1892) en Anna van Ceulebroeck (Gent, 1852 – Gent, 1914). Edmond Wibier emigreerde van Mons naar Ronse en vervolgens, in 1878 naar de Dendermondsesteenweg in Gent. Aangekomen in Gent, werd hij fabrikant. Het gezin ging na enkele jaren terug weg uit Gent, richting Sint-Gillis-Brussel, waar Edmond Wibier stierf. De weduwe samen met haar vier zonen trokken terug naar Gent, en vestigden zich in de Speldenstraat, Patershol.
Georges ging naar de Tuinbouwschool, toen gelegen tussen de Ledeganckstraat en de Hofbouwlaan. Hij behaalde in 1899 zijn eindexamen en werd vierde van zijn klas die bestond uit elf leerlingen. Hij verbleef twee jaar in Deinze en werd al gezien als een "bestuurder van een bloemkwekerij". Wat hij in Deinze deed, is echter niet bekend. Hij komt aan in Sint-Amandsberg in 1902, en woont op de Antwerpsesteenweg nr. 347. Sint-Amandsberg bloeide op dat moment van allerlei bloemenkwekerijen, voornamelijk het oostelijke gedeelte van de Antwerpsesteenweg. De grond, voordien gebruikt voor aspergeteelt en aardappelteelt, bleek uitstekend te zijn voor het kweken van azalea's en andere bloemsoorten.

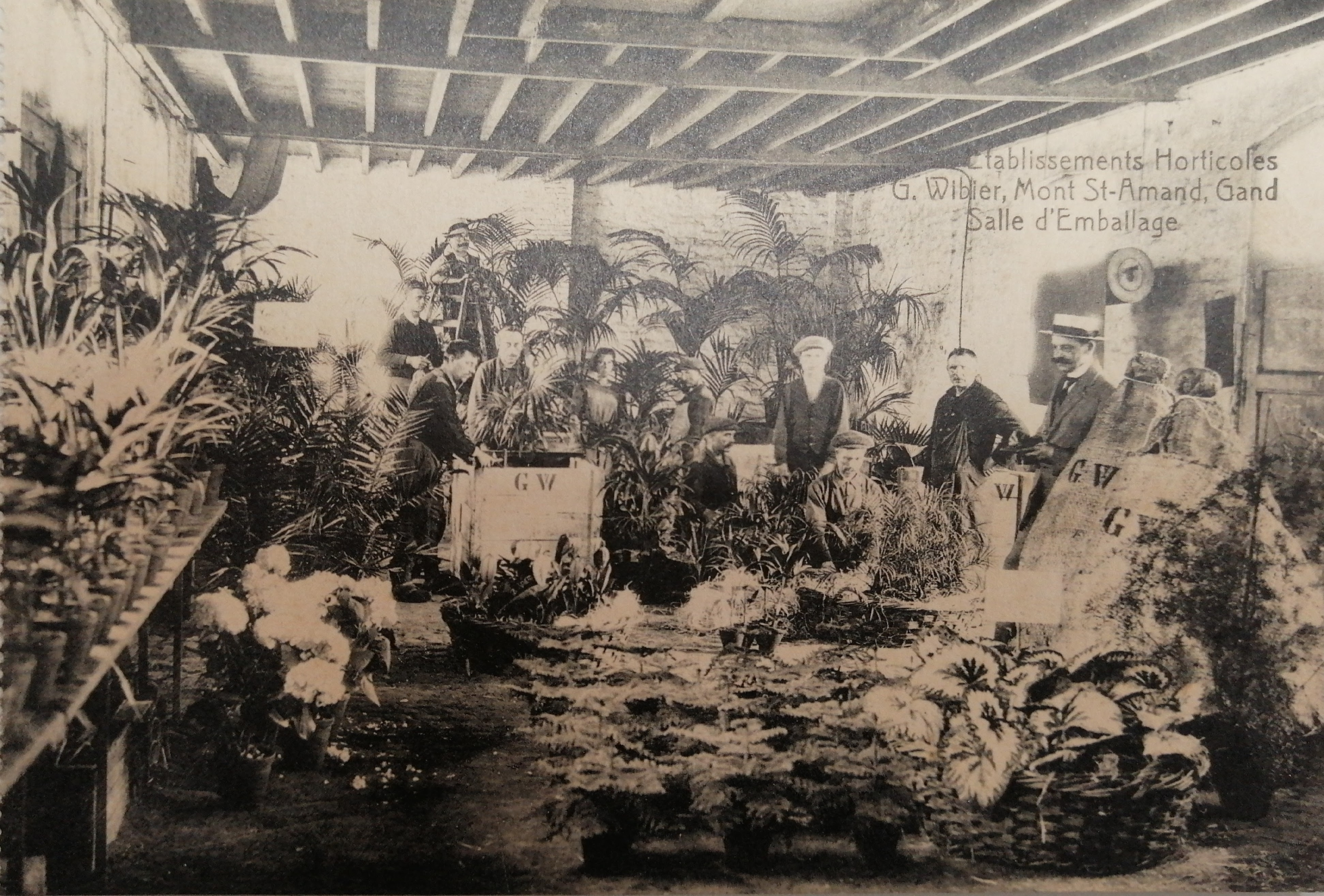
G. Wibier in vertrekhal met medewerkers

Wibier zette zichzelf op de kaart tijdens de internationale tuinbouwtentoonstelling van 1903 met een nieuwe palmsoort die nog niet op de markt was gebracht. Een jaar later trouwde hij met Eve Ghislain (Antwerpen, 1880 – Gent, 1932) en kregen ze hun eerste kind in 1906, Marcelle en in 1909 hun zoon, Jacques. In 1913, verhuisden ze naar de villa op de Antwerpsesteenweg 561, meer naar het centrum van de bloemenkwekerijen. Hij neemt het bedrijf en de gronden van Van Beerleire over.
Hij stierf op 5 oktober 1948 en werd begraven in Campo Santo, bij zijn vrouw die gestorven was in 1932. Zijn bloemkwekerij werd niet overgenomen. Bijgevolg besloot Marcelle Wibier de gronden te verkavelen en een straat te trekken van de Antwerpsesteenweg tot de Lijnmolenstraat. De verkaveling volgde de trend die vele uitstervende bloemkwekerijen doorgingen en creëerde mede het landschap van de Antwerpsesteenweg vandaag: mooie villa's naast rijhuizen en zijstraten met huizen van rond de jaren '50.

## Horticulture G. Wibier

### Contacten met Algerije

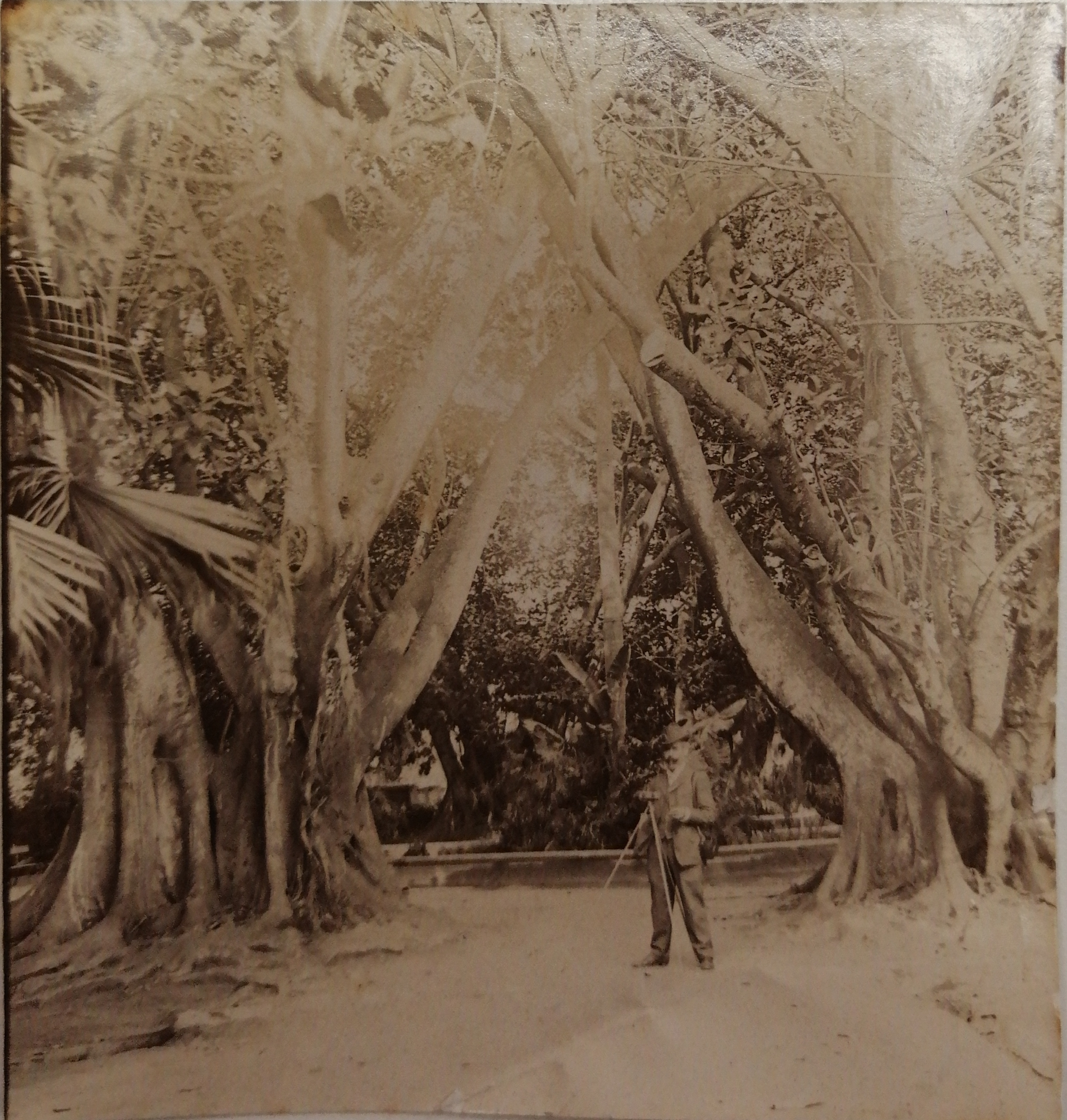
Palmbomen Algiers: archief Van Ceulebroeck - Troch

Georges Wibier had nauwe contacten met kwekerijen in Algiers. Dit valt af te leiden uit de postkaarten die G. Wibier liet maken. Het is niet duidelijk of hij zelf naar Algerije is afgereisd maar dit is niet onwaarschijnlijk. De nauwe contacten leverde hem wel vele verschillende soorten palmen op die vaak weinig tot niet bekend waren.

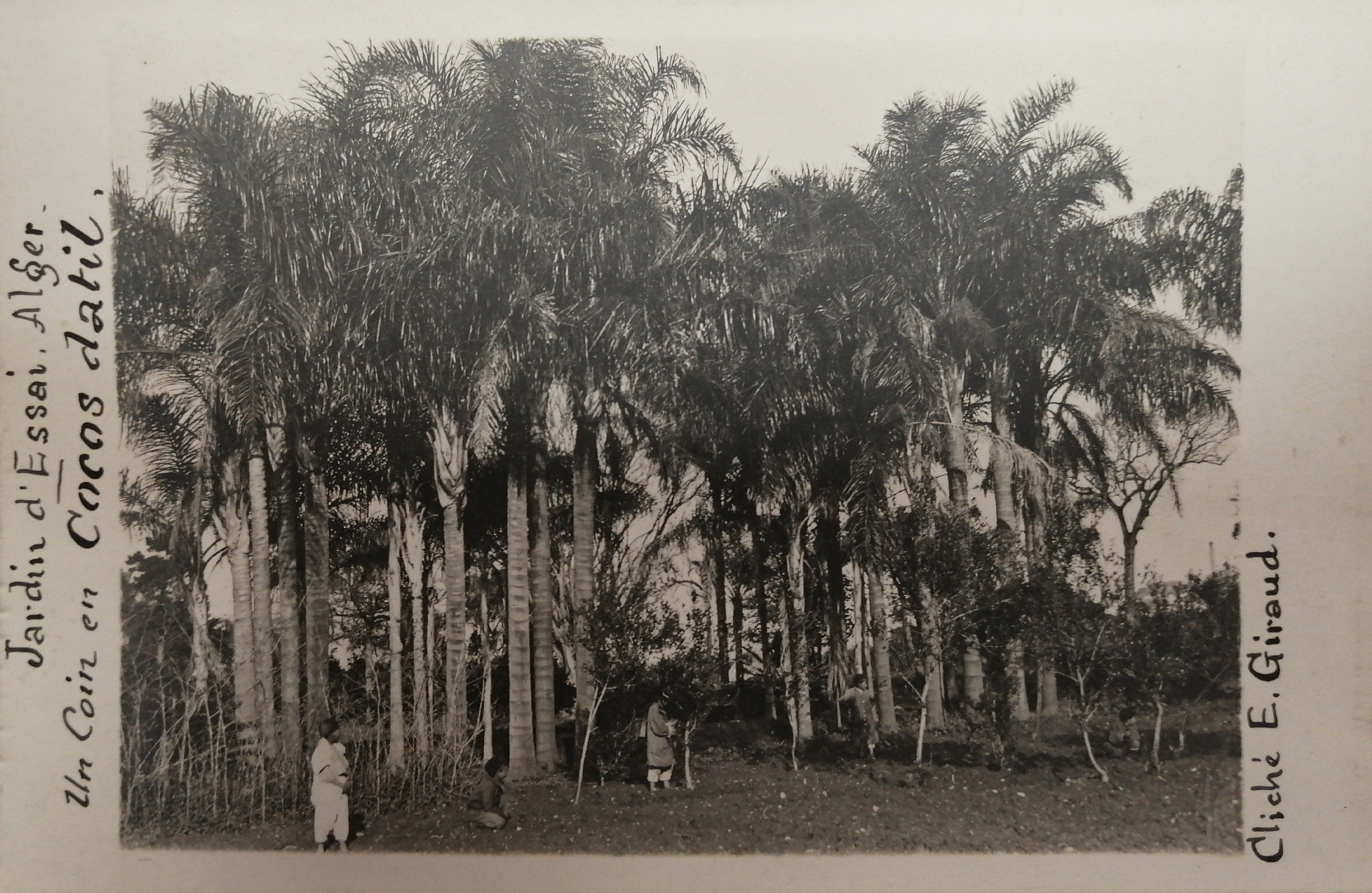
Postkaart G. Wibier, Algiers

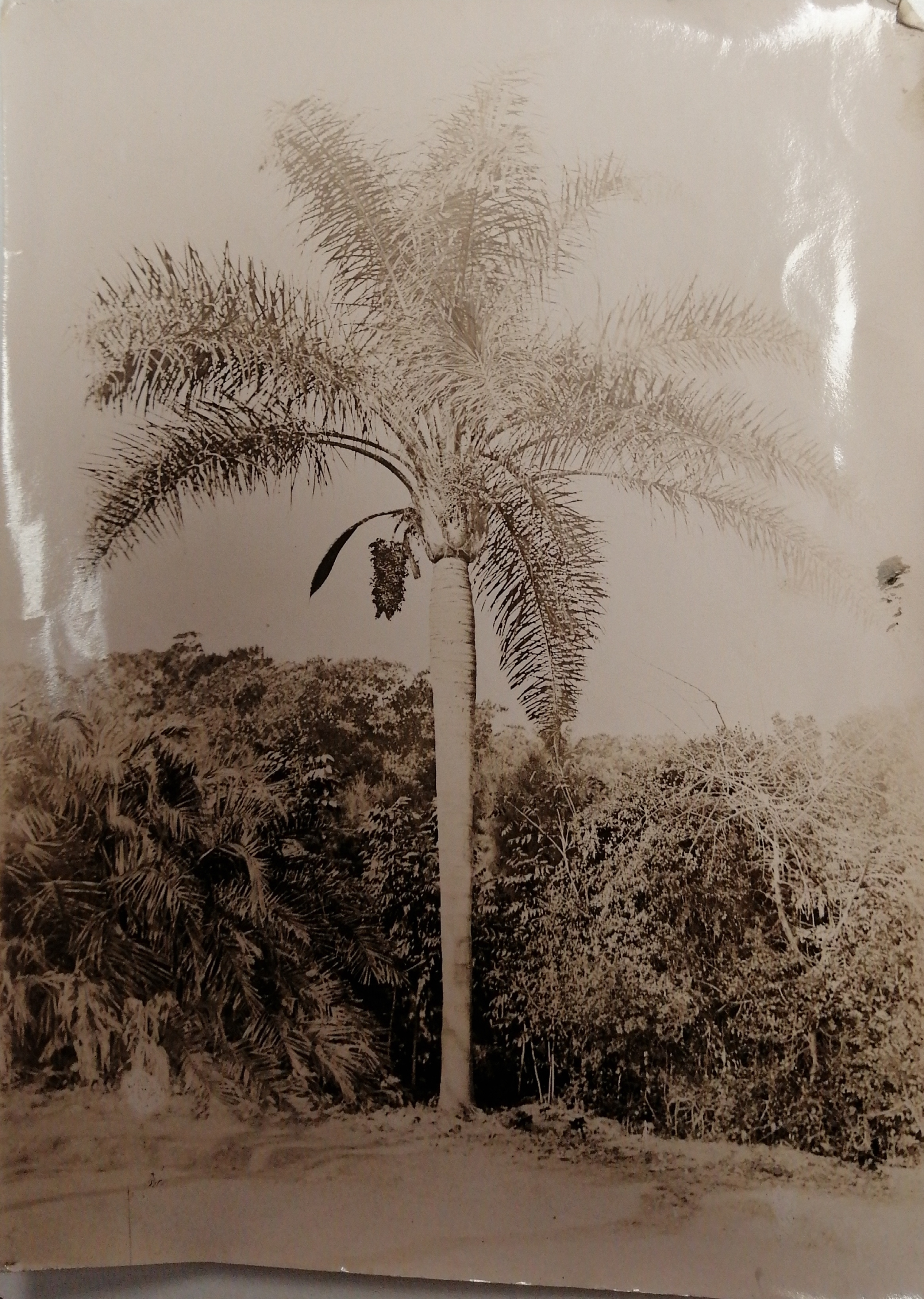
Palmboom Algiers: Archief Van Ceulebroeck - Troch

### Succes op wereldtentoonstellingen

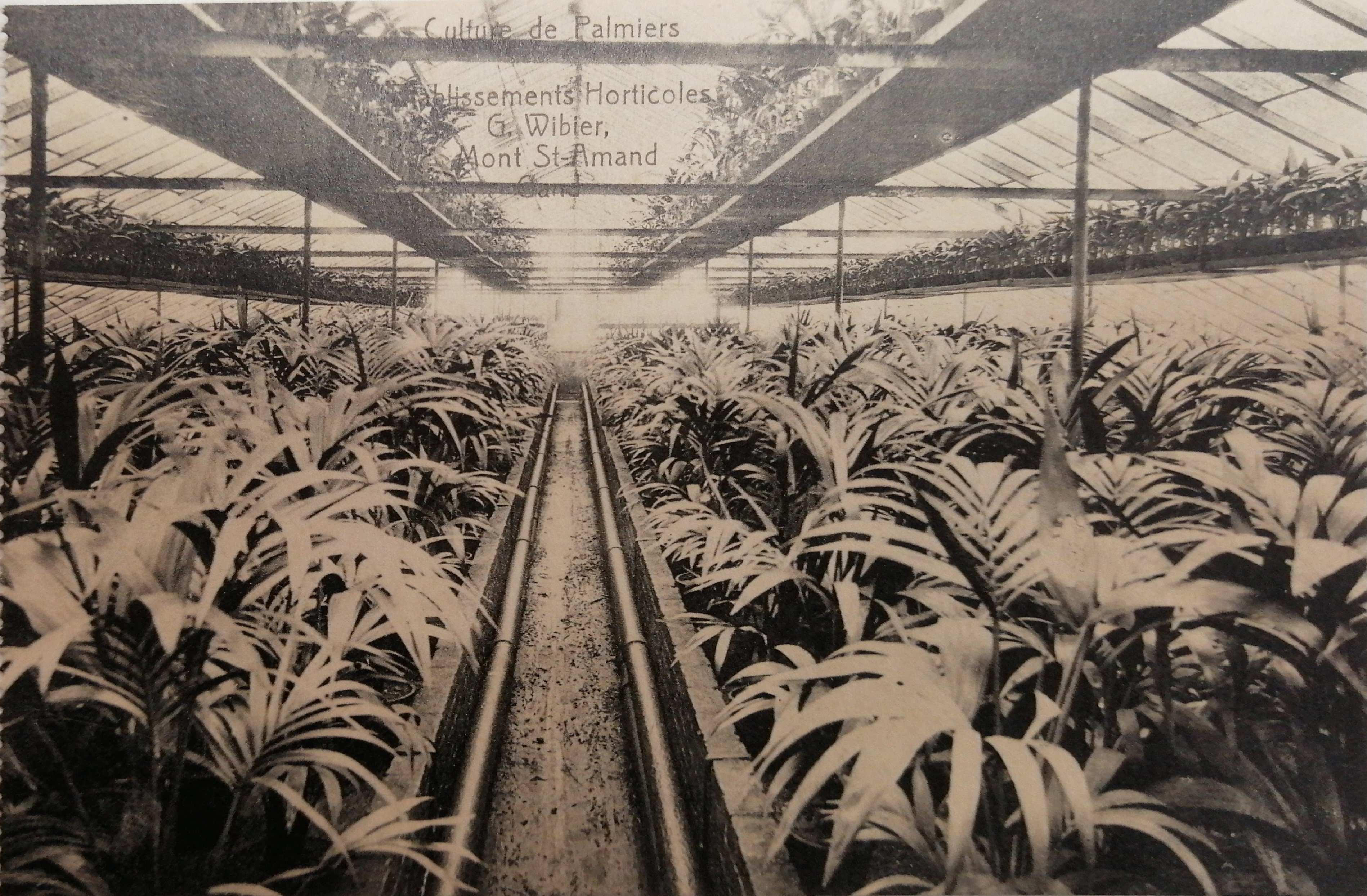
Palmen op bloemkwekerij G. Wibier

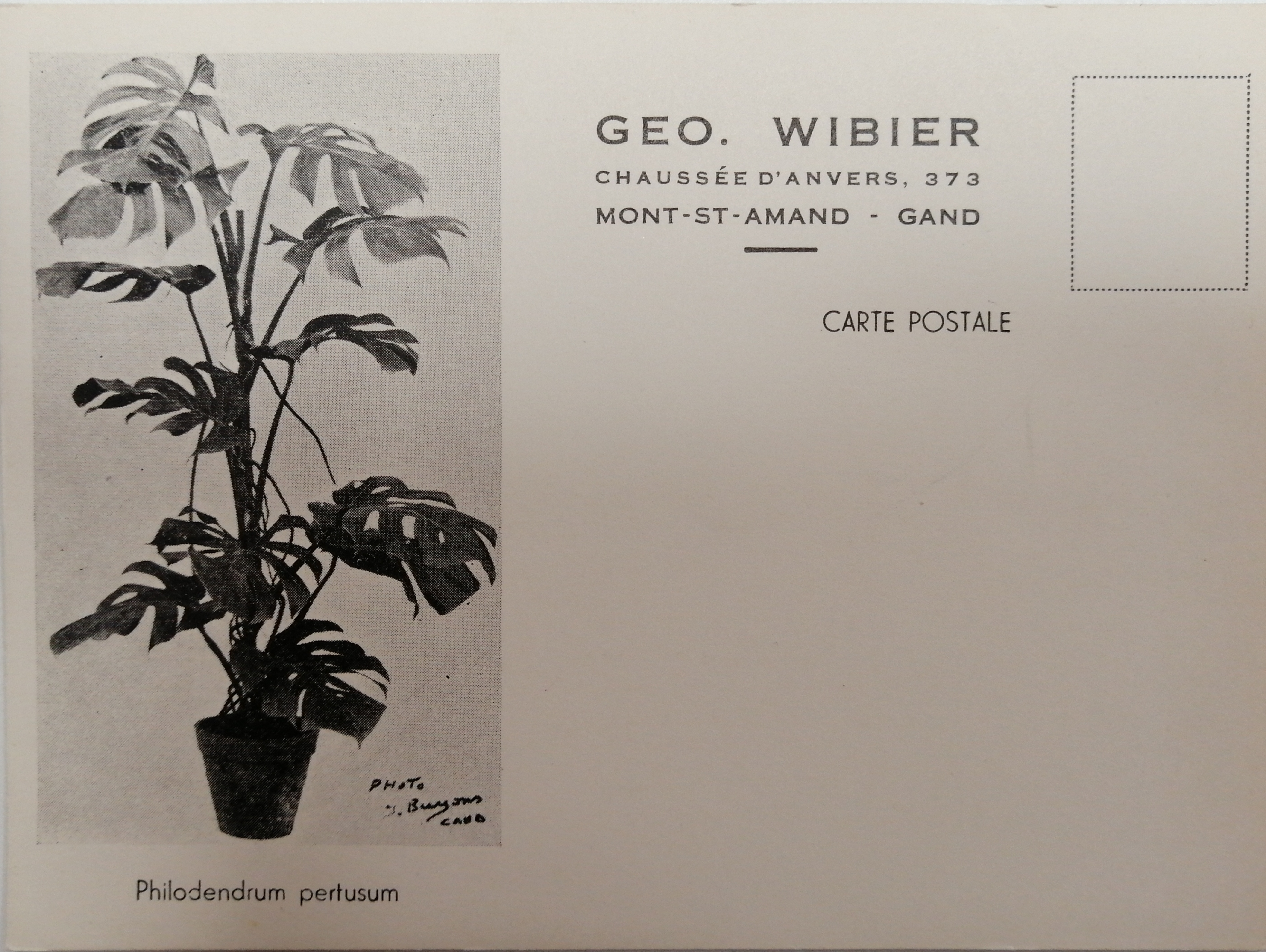
Postkaart met Philodendron van G. Wibier

In 1913 vond de wereldtentoonstelling plaats in Gent, hier won G. Wibier de eerste plaats met zijn Philodendrons. Het succes werd herhaald op de wereldtentoonstelling van 1933 in Chicago, waar Horticulture G. Wibier opnieuw in de prijzen viel met onder meer zijn 15 zeldzame Palmsoorten. Maar ook tijdens de internationaal erkende Gentse Floraliën werd de bloemkwekerij veel besproken.

### Eigen orchidee
Cymbidium Georges Wibier is een orchidee die voor het eerst werd gecreëerd door Georges Wibier. Hij kruiste hiervoor het zaad van de Cymbidium Dorchester met de pollen van Cymbidium cultivar Princess Astrid. Hij heeft deze orchidee echter niet geregistreerd. Dat werd gedaan door een Brit in 1943 die de orchidee alsnog naar Wibier heeft vernoemd.

## Wibier in Sint-Amandsberg

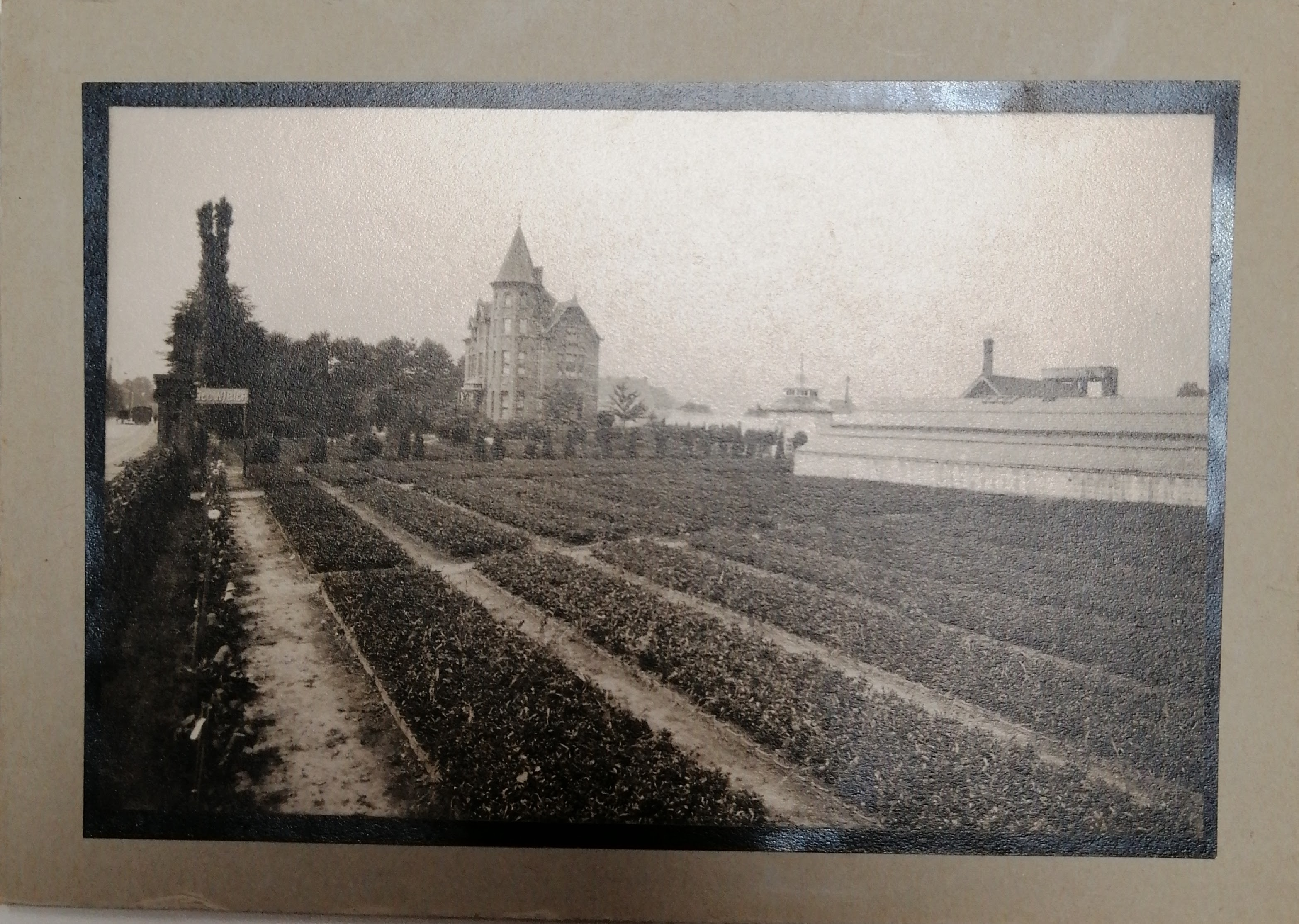
Villa Wibier en bloemkwekerij, postkaart 1918

### Villa Wibier
Deze villa is de enige restant van de bloemkwekerij. De naam van de villa is veranderd naar Villa Marcelle. Dit gebeurde naar aanleiding van een schenking van 218 miljoen Belgische Frank aan het OCMW door de kinderloze weduwe, Marcelle Wibier. Zij schonk dit geld om serviceflats mee te bouwen.

### Assistentiewoning Wibier
Deze assistentiewoningen zijn het resultaat van bovenstaande schenking. Het OCMW was gestart met het bouwen van 20 serviceflats in 1997. In 2001 opende de Foundation Wibier-Defay zijn deuren. De naam van de deze stichting gaat terug op Marcelle Wibier en haar man Emile Defay. Het was haar wens om de stichting zo te noemen.

### Georges Wibierdreef

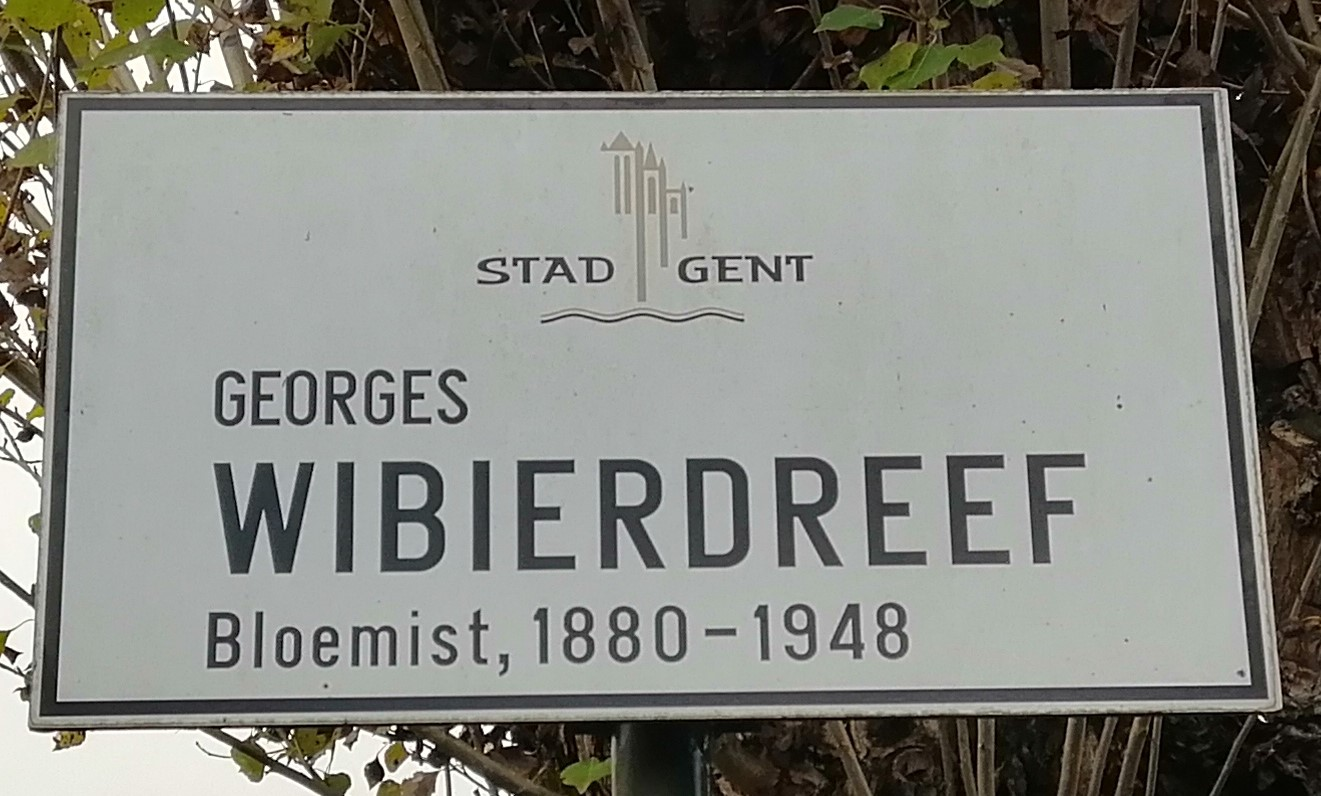
Straatnaambord Georges Wibierdreef

De aanpalende dreef aan de villa draagt ook de straat naast de villa de naam ‘Georges Wibierdreef’. De Georges Wibierdreef is eerder gekomen en staat los van de schenking van Marcelle Wibier. Zoals hierboven vermeld was er na de dood van G. Wibier in 1948 geen overname van de bloemisterij. Dit zette Marcelle Wibier aan tot het verkavelen van de gronden. De serres en de watertoren weken voor wooneenheden. Om een goede toegang te hebben tot deze nieuwe opgedeelde gronden, diende Marcelle een vraag in aan het gemeentebestuur om een straat te trekken van de Antwerpsesteenweg tot de Lijnmolenstraat. Zij stelde voor om deze straat de ‘Georges Wibierdreef’ te noemen, die wens werd ingewilligd.

### Dienstencentrum Wibier
Dit genoemd naar Marcelle door haar gulle schenking aan het OCMW. Oorspronkelijk was het een ontmoetingscentrum een ontspanningsruimte voor de bewoners van de serviceflats. Achteraf is dit enkel een dienstencentrum geworden. Die vernoemd is naar Marcelle Wibier.

## Extra afbeeldingen

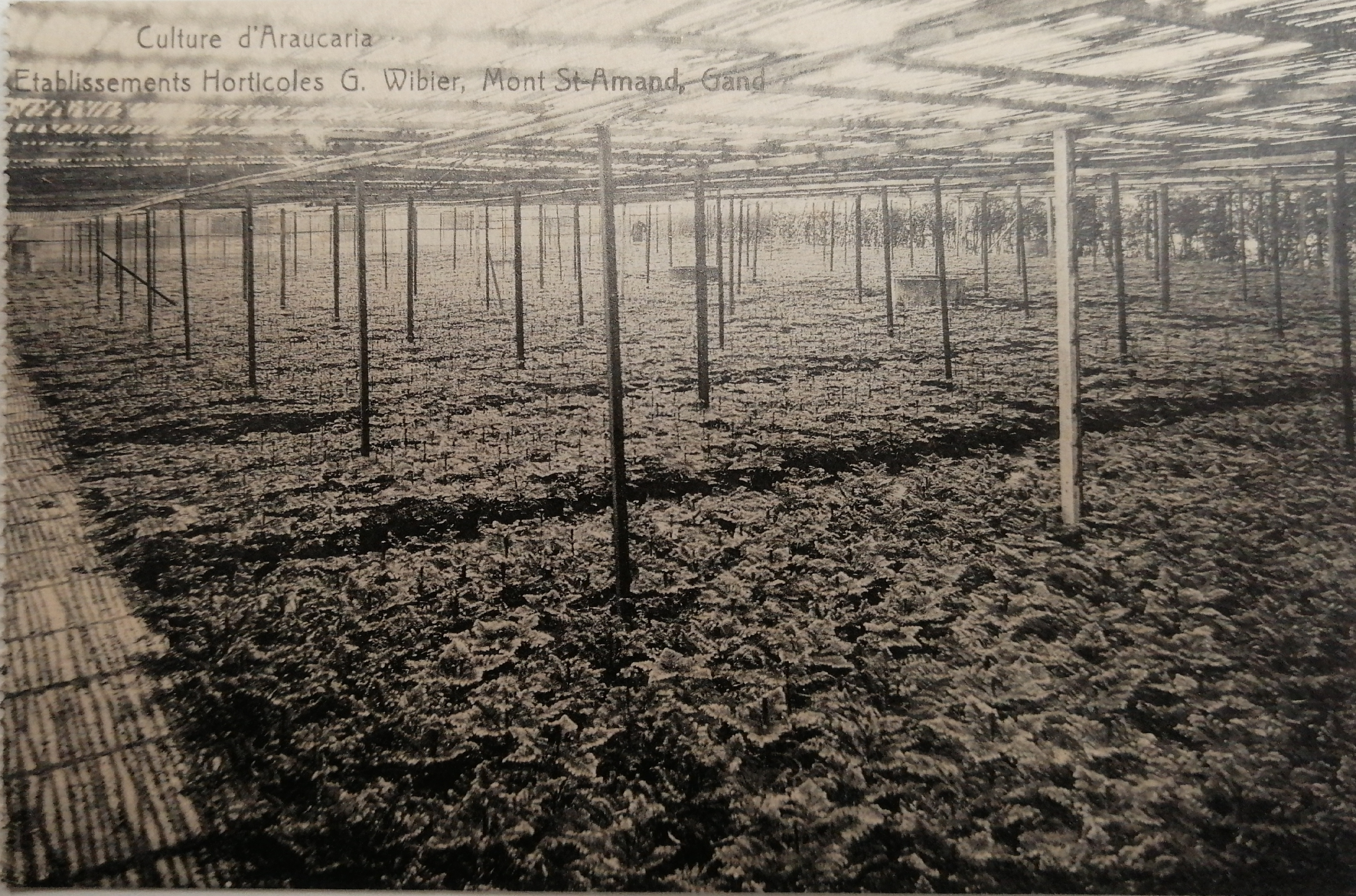
Teelt van Araucaria door G. Wibier
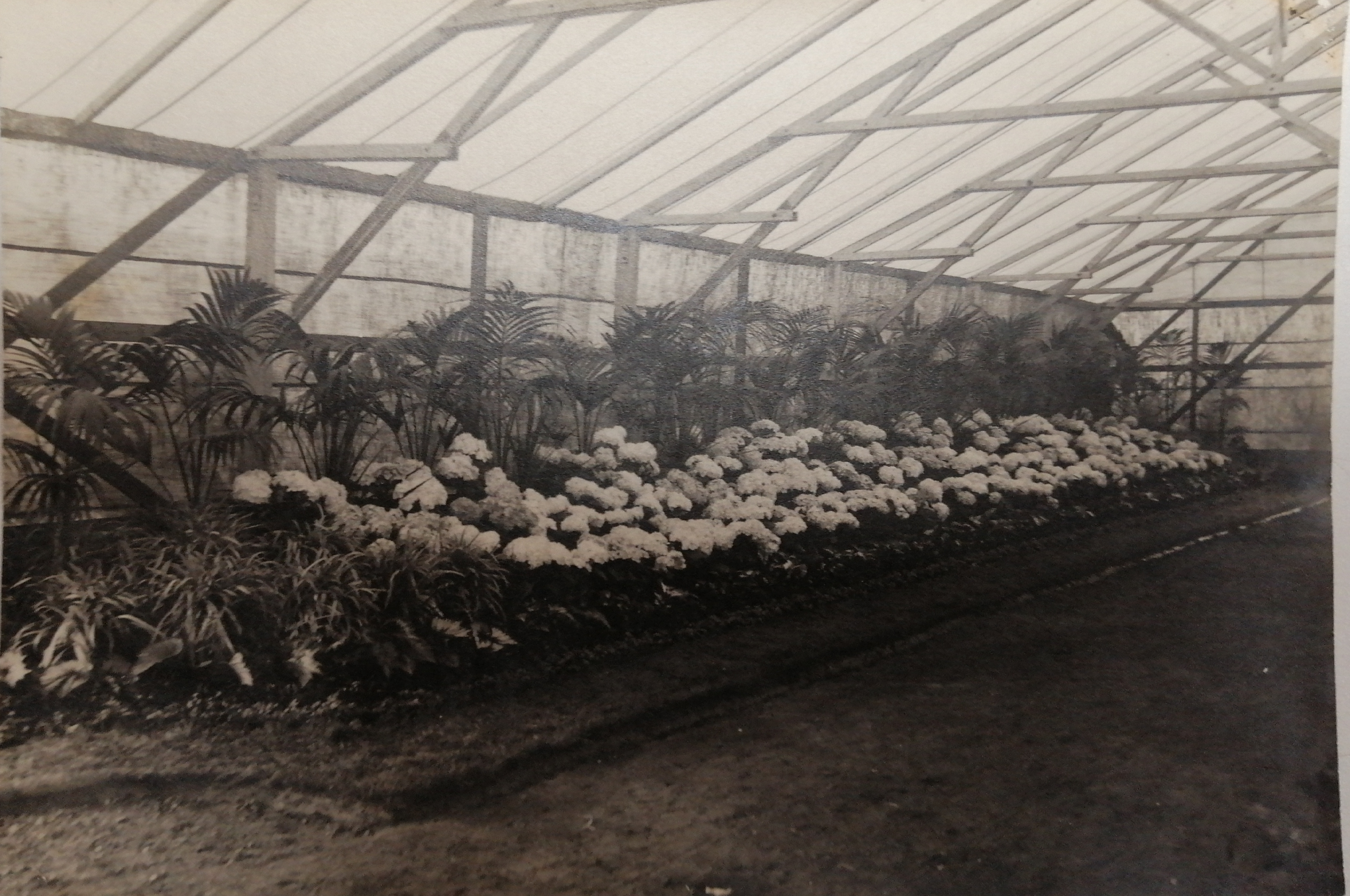
Serre van G. Wibier
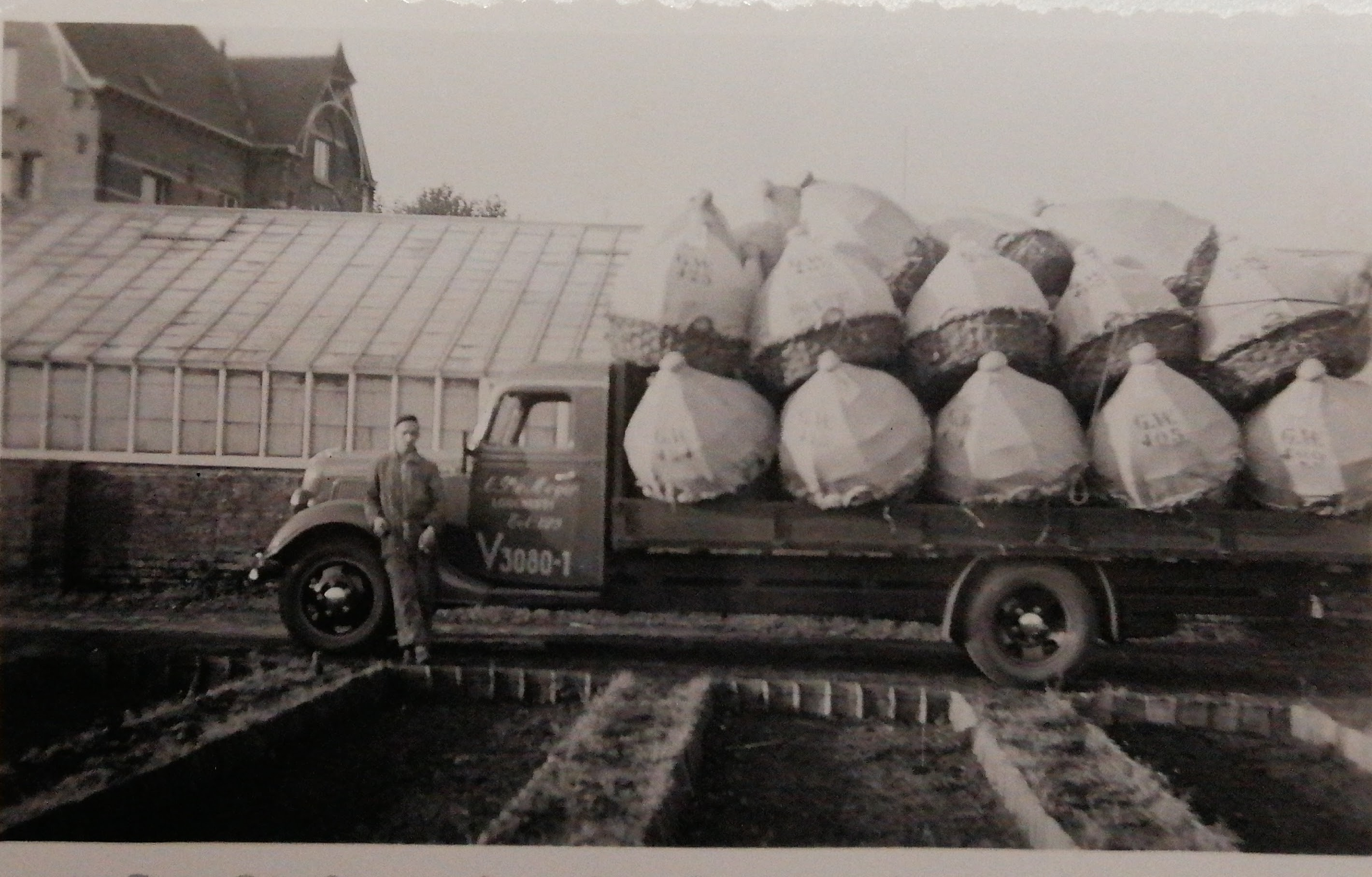
Vervoer van G. Wibier planten